# (16590) Brunowalter
(16590) Brunowalter (1992 SM2) – planetoida z grupy pasa głównego asteroid okrążająca Słońce w ciągu 4,03 lat w średniej odległości 2,53 j.a. Odkryta 21 września 1992 roku.